# Decaspermum triflorum
Decaspermum triflorum là một loài thực vật có hoa trong Họ Đào kim nương. Loài này được A.J.Scott mô tả khoa học đầu tiên năm 1980.